# 阎店楼站
阎店楼站位于山东省菏泽市曹县阎店楼镇，是京九铁路的一座火车站，等级为四等站，距北京西站640公里，距常平站1675公里，本站及相邻上下行区间均为电气化区段。车站建于1996年，只办理货运，不办理客运业务。